# Jean Kalilani
Jean Alfazema Nachika Kalilani es una política malauí que entre 2016 y 2023 se desempeñó como ministra de Género, Infancia, Discapacidad y Bienestar Social. Anteriormente fue ministra del Interior y Seguridad, desde 2015 y ministra de Salud de 2014 a 2015. También es secretaria general del Partido Demócrata Progresista (DPP) y miembro de la Asamblea Nacional de Malaui por segundo mandato consecutivo por el Distrito Electoral Central de Dowa.

## Biografía
Estudió medicina en Marsella, Francia, donde se doctoró en medicina y obtuvo una maestría en medicina tropical. Después trabajó para la Organización Mundial de la Salud en Botsuana como representante en el país.
En 2010, fue elegida presidenta del Grupo Parlamentario de Mujeres de Malaui, tras un período difícil con el impeachment de Anita Kalinde. Se sospechaba que esta, sobrina de Joyce Banda, había utilizado el cargo para impulsar sus ambiciones políticas. Kalilani fue nombrada ministra al año siguiente y Christina Chiwoko asumió la presidencia interina hasta la elección de Cecilia Chazama.
Después de que el candidato del Partido Demócrata Progresista (DPP), Peter Mutharika, fuera elegido presidente, nombró a Kalilani ministra de Salud en junio de 2014. Al año siguiente, asumió el puesto de ministra del Interior y Seguridad Interna.
Kalilani había sido elegida secretaria general del PPD. Fue reemplazada en 2014 por orden del comité ejecutivo del partido por Ecrain Julius Kudontoni.
Entre 2016 y 2023, ejerció como ministra de Género, Discapacidad y Bienestar Social. El gobierno había aprobado varias leyes relacionadas con dichas materias, por lo que Kalilani colaboró con el Ministerio de Asuntos Rurales para organizar una reunión de jefas. Durante dos días, se les animó a usar su capital social para difundir esta legislación y animar a otros a desafiar las tradiciones.
En 2017, la Unión Africana la invitó a asumir el liderazgo en materia de género en una reunión de la organización panafricana. Al año siguiente, organizó las celebraciones del Día Internacional de la Mujer, en las que participó la primera dama del país, Gertrude Mutharika, y se centró en las mujeres rurales. La representante de la ONU, Clara Anyangwe, impulsó los avances de Malaui en materia de género, y Kalilani fue invitada a Nueva York para debatir cuestiones de género en las Naciones Unidas.
Kalilani es la madre del artista discográfico y aspirante a político Tay Grin.